# Ceratodon plano-marginatus
Ceratodon plano-marginatus är en bladmossart som beskrevs av Dixon in Christophersen 1960. Ceratodon plano-marginatus ingår i släktet brännmossor, och familjen Ditrichaceae. Inga underarter finns listade i Catalogue of Life.